# 1415 هـ
1415 هـ هي سنة في التقويم الهجري امتدت مقابلةً في التقويم الميلادي بين سنتي 1994 و1995.

## أحداث
- تأسيس نادي تبوك الأدبي

## مواليد
- بدر الشعيبي
- فيصل فريد المفيدي
- فايز بن جريس
- ناصر عباس

## وفيات
- إبراهيم بن عقيل
- الجيلالي الفارسي
- اميليو غارسيا غوميز
- دنيز ماسون
- رضا الصدر
- عبد الله بن سعد آل سعود
- محمد تقي الشوشتري
- محمد علي الأراكي
- وحيد الزمان الكيرانوي
- يوسف عبد القادر خليف
- أحمد الملط
- عبد الرزاق عفيفي
- عبد الله الرومي
- عبد العزيز بن صالح الصالح
- عبد الله عبد الغني خياط
- محمد علي الآراكي
- اسحاق عقيل المكي - عالِم وفقيه سعودي.
- 2 شوال - نجيب الكيلاني، كاتب ومؤلف مصري.